# Soares de Passos
António Augusto Soares de Passos (Porto, 27 de Novembro de 1826 – Porto, 8 de Fevereiro de 1860) foi um poeta, expoente máximo do Ultra-Romantismo em Portugal.

## Biografia
Nascido no seio da média burguesia comerciante portuense, viveu largas temporadas da infância com o pai ausente, fugido às perseguições que lhe moveram durante as guerras civis pelas suas ideias liberais, o que terá marcado o temperamento algo soturno do jovem António Augusto. Tendo aprendido francês e inglês durante a juventude, ingressou na Universidade de Coimbra, em 1849, para cursar Direito.

## Obra
Em Coimbra conviveu com outros estudantes do Porto, como Alexandre Braga, Silva Ferraz e Aires de Gouveia, com quem fundou, em 1851, a revista Novo Trovador. Em 1854, já formado, regressou ao Porto e, depois de uma passagem pelo Tribunal da Relação do Porto, decide dedicar-se exclusivamente à literatura, colaborando activamente nos jornais de poesia O Bardo (1852-1854) e A Grinalda (1855-1869) e preparando a edição em volume das suas Poesias(eBook) (1856).
Para a sua celebridade contribuiu não apenas a sua imagem de misantropo e a frequência dos salões portuenses, como também o bom acolhimento dos críticos, nomeadamente de Alexandre Herculano que, em carta, considerou Soares de Passos como "o primeiro poeta lírico português deste século" (referindo-se ao século XIX).
Sua qualidade pode ser creditada ao fato de ter escrito com autenticidade, pois os sentimentos derramados em seu texto são os que realmente viveu, já que foi pessoa extremamente sofrida, por vezes dominada por uma doença que, reza a lenda, deixou-o preso por anos em seu quarto. Isso explica a proeza de ter trabalhado muito bem com clichês que nas mãos dos outros poetas são extremamente ridículos. Melhor exemplo disso é "O Noivado no Sepulcro".
Seus poemas são fruto de uma angústia da sensação da proximidade da morte precoce mesclada ao desgosto pela situação em que se encontrava seu país. O incrível é que sabe alternar esses aspectos soturnos a momentos de extrema confiança na mudança das condições sociais. Essas oposições dramáticas talvez sejam a causa da visão trágica com que o poeta enxerga o mundo. Quando parte para a religião, enfoca a tragédia de Deus castigando todos; quando enfoca a História, mostra uma sucessão de episódios lastimosos; quando olha o cotidiano, enxerga somente a desgraça.
Sendo um poeta muito divulgado no seu tempo, morreu precocemente aos trinta e três anos, vítima da tuberculose, deixando um único livro — Poesias — onde confluem todas as tendências do imaginário poético seu contemporâneo. Foi sepultado no Cemitério da Lapa, no Porto.

## Curiosidades
O portal de entrada do Cemitério da Lapa, no Porto, onde o poeta Soares de Passos foi sepultado, exibe a seguinte inscrição, precisamente da autoria do escritor ultra-romântico:
«Eis ossos carcomidos, cinzas frias,

Em que paraõ da vida os breves dias,

Mortal se quanto vês te naõ abala

Ouve a tremenda voz que assim te falla,

" – Lembra-te homem que és pó, e que d'est arte

– Em pó ou cêdo ou tarde has-de tornar-te."»